# Buongiorno L.A.
Buongiorno L.A. è il quarto album in studio del rapper italiano Raige, pubblicato il 20 maggio 2014 dalla Warner Music Italy.

## Il disco
Anticipato dall'uscita del singolo Fuori dal paradiso il 27 aprile 2014, l'album è composto da 13 tracce con la collaborazione al suo interno di artisti provenienti dalla scena rap, come Ensi e Rayden degli OneMic, e non come Simona Molinari. 
Dall'album vengono estratti anche tre video per promuovere la vendita dell'album: uno prima dell'uscita dell'album, Stelle, e due dopo l'uscita, Ulisse e Dimenticare.

## Tracce
1. La città è buia – 3:31
2. Fuori dal paradiso – 4:29
3. Stelle – 3:30
4. Domani è un altro giorno (feat. Simona Molinari) – 3:20
5. Nessuno (feat. Rayden) – 4:05
6. R.A.I.G.E. (scratches DJ Taglierino) – 3:14
7. Dimenticare – 3:09
8. Ulisse – 3:19
9. Joe Bastianich – 3:27
10. Casa mia – 3:41
11. Atlante (feat. Ensi) – 3:52
12. Buongiorno L.A. – 2:30

Traccia bonus nell'edizione di iTunes
1. Party Boy (feat. Danti & Sewit) – 3:30

## Classifiche
| Classifica (2014) | Posizione massima |
| ----------------- | ----------------- |
| Italia            | 13                |